# Rainer Mörtel
Rainer Mörtel (* 1968) in Vach bei Fürth ist ein deutscher Koch, Gastronom und Fernsehkoch.

## Leben
Mörtel ist gelernter Metzger und Koch. Er ist außerdem Dipl. Hotel-Betriebswirt und Küchenmeister. Ab Januar 2013 betrieb er  das Rainer´s Restaurant  in Boxdorf bei Fürth, das er inzwischen aufgegeben hat. Er hatte in den letzten 20 Jahren fünf erfolgreiche Restaurants und schon seit langer Zeit die Idee, hochwertige Convenience für alle herzustellen.
Bekannt ist er auch durch die Fernsehsendung Das schnelle Gericht in Franken Fernsehen.

## Fernsehkoch
- Das schnelle Gericht – Franken Fernsehen